# مايند (مجلة)
مايند هي مجلة أكاديمية ربع سنوية مُحكّمة، تصدرها مطبعة جامعة أكسفورد نيابةً عن جمعية مايند، ويقع مقرها المؤسسي المشترك بين جامعة أكسفورد وكلية لندن الجامعية. تُعتبر مجلة مايند مرجعًا هامًا لدراسة الفلسفة. كانت المجلة في السابق تعني فقط بنشر الموضوعات التي تتعلق بالفلسفة التحليلية، ولكن في الوقت الحالي أصبحت تهدف إلى اعتماد الجودة كمعيار وحيد للنشر، دون أن يقتصر النشر على مجال فلسفي، أو أسلوب فلسفي، أو مدرسة فلسفية بعينها.

## التاريخ والملف الشخصي
تأسست مجلة مايند عام ١٨٧٦ على يد الفيلسوف الاسكتلندي وأستاذ جامعة أبردين ألكسندر باين، وتولى رئاسة تحريرها زميله وتلميذه السابق والأستاذ بكلية لندن الجامعية جورج كروم روبرتسون. وبعد وفاة روبرتسون عام ١٨٩١، تولى جورج ستاوت رئاسة التحرير وبدأ سلسلة جديدة. كُرِّست المجلة جهودها في بداياتها لتناول مسألة ما إذا كان علم النفس علمًا طبيعيًا مشروعًا أم علما زائفا، حيث كتب جورج كروم روبرتسون في العدد الأول من المجلة:
لو وُجدت مجلة تُعنى بتوثيق جميع التطورات في علم النفس، وتُشجِّع الأبحاث الخاصة باستعدادها لنشرها، لكان من الصعب تبديد الغموض المُحيط بهذا الموضوع. فإما أن ينضم علم النفس مع مرور الوقت إلى العلوم بإجماع عام، أو أن ينكشف زيف ادعاءاته بوضوح. في الواقع، لا يهدف نشر مجلة مايند إلى شيء أقل من التوصل إلى حسم في هذه المسألة المتعلقة بالمكانة العلمية لعلم النفس.
نُشرت على صفحات مجلة مايند العديد من المقالات الشهيرة لشخصيات علمية وفلسفية بارزة مثل تشارلز داروين، وجاي إم إي ماكتاغارت، ونعوم تشومسكي. وكان من أشهر المقالات التي نُشرت على صفحات المجلة مقال العالم البريطاني لويس كارول الذي نُشر عام 1895 تحت عنوان «ما قالته السلحفاة لأخيل»، ومقال الفيلسوف المؤرخ البريطاني برتراند راسل الذي نُشر عام 1905 تحت عنوان «في الدلالة»، ومقال عالم الرياضيات البريطاني آلان تورنغ الذي نُشر عام 1950 تحت عنوان «آلات الحوسبة والذكاء»، وهو المقال الذي اقترح فيه تورنغ لأول مرة اختباره الشهير الذي عُرف باسم اختبار تورنغ. وعلى مدار القرن العشرين، ظلت المجلة واحدة من المجلات الرائدة في نشر موضوعات الفلسفة التحليلية. وفي عام ٢٠١٥، وتحت رعاية رئيستي تحريرها الجديدتين لوسي أوبراين الأستاذة بكلية لندن الجامعية، وأدريان ويليام مور الأستاذة بجامعة أكسفورد، بدأت المجلة في قبول أوراق بحثية من جميع الاتجاهات والمدارس الفلسفية.

## المحتوى

### رؤساء التحرير
| اسم رئيس التحرير                | تاريخ بدء تولي المنصب | تاريخ ترك المنصب |
| ------------------------------- | --------------------- | ---------------- |
| جورج كروم روبرتسون              | ١٨٧٦                  | ١٨٩١             |
| جورج فريدريك ستاوت              | ١٨٩١                  | ١٩٢٠             |
| جورج إدوارد مور                 | ١٩٢١                  | ١٩٤٧             |
| غيلبرت رايل                     | ١٩٤٧                  | ١٩٧٢             |
| ديفيد هاملين                    | ١٩٧٢                  | ١٩٨٤             |
| سيمون بلاكبيرن                  | ١٩٨٤                  | ١٩٩٠             |
| مارك سينسبري                    | ١٩٩٠                  | ٢٠٠٠             |
| مايكل مارتن                     | ٢٠٠٠                  | ٢٠٠٥             |
| توماس بالدوين                   | ٢٠٠٥                  | ٢٠١٥             |
| أدريان ويليام مور ولوسي أوبراين | ٢٠١٥                  |                  |